# ポリアミド
ポリアミド (polyamide) とは、アミド結合によって多数のモノマーが結合してできたポリマーである。一般に脂肪族骨格を含むポリアミドをナイロンと総称し、これは初めて合成されたポリアミドであるナイロン-66のデュポン社の商標に由来する。また、芳香族骨格のみで構成されるポリアミドはアラミドと総称される。

## 名称
ナイロンはωアミノ酸の重縮合反応で合成される「n-ナイロン」と、ジアミンとジカルボン酸の共縮重合反応で合成される「n,m-ナイロン」とがある。いずれも名称中のnまたはm部分の数字はモノマー成分の炭素数に由来する指数である。例を次に示す。

### 「n-ナイロン」（重縮合反応）
ナイロン6ε-カプロラクタム（炭素数6）
ナイロン11ウンデカンラクタム（炭素数11）
ナイロン12ラウリルラクタム（炭素数12）

### 「n,m-ナイロン」(共縮重合反応）
ナイロン66ヘキサメチレンジアミン（炭素数6）+ アジピン酸（炭素数6）
ナイロン610ヘキサメチレンジアミン（炭素数6）+ セバシン酸（炭素数10）
ナイロン6Tヘキサメチレンジアミン（炭素数6）+ テレフタル酸 (Terephthalic acid)
ナイロン6Iヘキサメチレンジアミン（炭素数6）+ イソフタル酸 (Isophthalic acid)
ナイロン9Tノナンジアミン（炭素数9）+ テレフタル酸 (Terephthalic acid)
ナイロンM5Tメチルペンタジアミン（Methyl基+炭素数5）+ テレフタル酸 (Terephthalic acid)

### その他
ナイロン612カプロラクタム（炭素数6）とラウリルラクタム（炭素数12）とのωアミノ酸同士の共縮重合体。研磨剤なしナイロン612フィラメントはTynex®、研磨砥粒入りナイロン612フィラメントはTynex® A。
一方、アラミドはジアミンとジカルボン酸の共重合反応で合成されるが、組織的な命名法ではなく商標で呼ばれることが多い。
ケブラー, poly-p-phenyleneterephthalamide（Kevlar® デュポン社の商標）p-フェニレンジアミン + テレフタル酸
ノーメックス, poly-m-phenyleneisophthalamide（Nomex® デュポン社の商標）m-フェニレンジアミン + イソフタル酸
また、アラミドの中にはパラ系アラミドとメタ系アラミドがあり、上記のケブラーはパラ系、ノーメックスはメタ系に属する。一般的な繊維と比べ、メタ系は優れた耐熱性を持ち、他にも、帝人の「コーネックス」や、フランスkermel社のkermel繊維などがある。同様に、パラ系は優れた強度と弾性率、そして耐熱性（実際、耐熱性だけを比べてもメタ系より優れる傾向）を持ち、他に帝人の「テクノーラ（HM－50）」が一般に良く知られている。

## ナイロン
一般によく用いられるポリアミドとしては脂肪族のナイロン類が有名である。ナイロン類の特徴を次に示す。
1. アミド基を有する為に吸水性が高い。
2. 結晶性が高い樹脂で、耐薬品性に優れる。
3. アミド基の水素結合により、優れた強靭性、耐衝撃性、柔軟性を示す。
4. モノマーを変更することで、ポリマーアロイ化や共重合による改質が容易で、ガラス繊維など複合材との親和性も高くエンジニアリングプラスチックとして扱いやすい。

### ナイロン6
ナイロン6はカプロラクタムを開環重縮合したポリアミドで略号はPA6である。融点225℃、ガラス遷移点48℃、比重1.14である。

### ナイロン11
ナイロン11はウンデカンラクタムを開環重縮合したポリアミドで略号はPA11である。融点187℃、ガラス遷移点37℃、比重1.04である。ナイロン6及び66に比べて融点（187℃）、吸水性が低く、耐寒衝撃性に優れている。

### ナイロン12
ナイロン12はラウリルラクタムを開環重縮合したポリアミドで略号はPA12である。融点176℃、ガラス遷移点50℃、比重1.02である。ナイロン6及び66に比べて融点、吸水性が低く、耐寒衝撃性に優れている。ポリアミドの中では最も低密度である。

### ナイロン66
ナイロン66は、米デュポン社のウォーレス・カロザースが発明した完全人工合成による合成繊維であり、天然繊維の化学変換により可溶化し繊維として再生した、それまでの合成繊維とは一線を画する。略称はPA66、融点265℃、ガラス遷移点50℃、比重1.14である。当初はNylon®の商標で販売されたが、Nyronの用語は一般に脂肪族骨格を含むポリアミドをナイロンと総称するようになり、今日では、他のナイロン類と区別する場合はナイロン66と呼ばれる。
「石炭と水と空気から作られ、鋼鉄よりも強く、クモの糸より細い」という米デュポン社のキャッチフレーズが示すように、吸湿性や強度など繊維としての特性はポリエステル繊維より優れ、天然繊維と比べても遜色はないので、今日においても衣料用繊維として広く使用されている。
記事ナイロンに詳しい。

## アラミド
全芳香族ポリアミド（アラミドとも呼ばれる）は、高耐熱性・高強度のエンジニアリングプラスチックである。この特性は芳香族ポリアミドが分子として直鎖状の構造を持っていることに起因する。その化学構造によりパラ系アラミド・メタ系アラミドに大別される。

### パラ系アラミド
ケブラー®（Kevlar®) （デュポン・東レ）・トワロン®（Twaron®) （帝人）はpoly-p-phenyleneterephthalamideとも呼ばれるp-フェニレンジアミンとテレフタル酸クロリドから共縮重合して得られるパラ系アラミド繊維である。Kevlar®はデュポン社の商標である。デュポン社は硫酸に溶かして紡錘する技術を開発して高重合度繊維の製品化を可能にした（1974年）。鋼鉄の5倍の引っ張り強度や耐熱・耐摩擦性が高く、切創や衝撃にも強いことから、もっぱらエンジニアリングプラスチックとしてスチールワイヤー、ガラス繊維、アスベストなどに置き換えられて利用される。次にパラ系アラミド繊維の主な用途を示す。
- ラジアルタイヤのタイヤコード
- 光ファイバーケーブルのシース線
- 作業用皮手袋の縫製（皮が擦れて破れる前に縫い糸が切れて分解した場合はいつであろうと保証対象となる旨謳われている）
- 防弾チョッキ
- ヘルメット
- ボンゴ - 伝統的な木材では、サルサプレーヤーがボンゴを床に落としてプレーするスタイルや地元のクラブや最大のアリーナやスタジアムでのプレーの厳しさに耐えられないため、LP（Latin Percussion / ラテンパーカッション）（英語版）社がケブラーを使ったボンゴを製造している[2]。LP社はケブラーを「鋼鉄の二倍の強度」(which is twice as strong as steel.)[3]としている。LP社は同じデザインのコンガにはケブラーを使用していないため、この材料を使うのはボンゴ特有の高負荷な使用条件にある。

また、このケブラー、トワロンの成分に、ジアミノフェニレンテラフタルアミドを共重合したものが、テクノーラ (Technora®) であり、帝人が開発し、製造・販売している。
ケブラーとトワロンは液晶ポリマーであるため、製造時に特に延伸工程は必要ないが、テクノーラは液晶ではないので、製造時には延伸工程、熱処理工程が必須である。

### メタ系アラミド
ノーメックス® (Nomex®) （デュポン・東レ）あるいはコーネックス® (Teijinconex®) （帝人）は、poly-m-phenyleneisophthalamideとも呼ばれるm-フェニレンジアミンとイソフタル酸クロリドから共縮重合して得られるメタ系アラミド繊維である。ノーメックス®はデュポン社の商標であり、コーネックス®の商標でも帝人（株）からも製造販売されている。耐熱性繊維としてデュポン社が開発し、バグフィルターや樹脂補強剤に使用され、宇宙服等にも応用された。その後、バインダーに顔料を加えるピグメント染色が可能である為に日用品の用途が広がり、その防炎性を生かして、消防服やカーテン、カーペットなどに利用されている。

### Twaron
Twaron（トワロン）は帝人のパラ型アラミド繊維のブランドである。耐熱性のある強力な合成繊維で1970年代初頭にオランダのアクゾノーベルのENKA部門が開発した繊維である。研究名はファイバーXだったがまもなくArenkaと呼ばれるようになった。オランダのアラミド繊維の開発はデュポン社のケブラーより少し遅かっただけだが1970年代のアクゾ社の金融上の問題により量産に入ったのはケブラーよりも大幅に遅れた。

### 歴史
Twaronの歴史::
- 1960年代にFiber Xの開発が開始された。
- 1972年にENKA研究所でArenkaと呼ばれるパラアラミドが開発された。
- 1973年にアクゾは紡績の溶媒に硫酸を使用する事を決定した。
- 1976年にパイロットプラントが建てられ1977年に生産を始めた。
- 1984年に名前をTwaronに変えた。
- 1986年に3箇所で9基のプラントが操業を始めた。
- 1987年 Twaronは商品として発売された。
- 1989年アクゾ社のアラミド繊維ビジネスはTwaron BVとして独立した。
- 2000年から Twaron BVは帝人が所有し、現在は帝人Twaron BVと呼ばれオランダのアーネムを拠点とする。Twaronの主な生産拠点はオランダのDelfzijlである。

- 2007年、帝人Twaronは6年間で4倍に拡大して社名も変更して帝人アラミドになった。[5]